# پانبانیشا

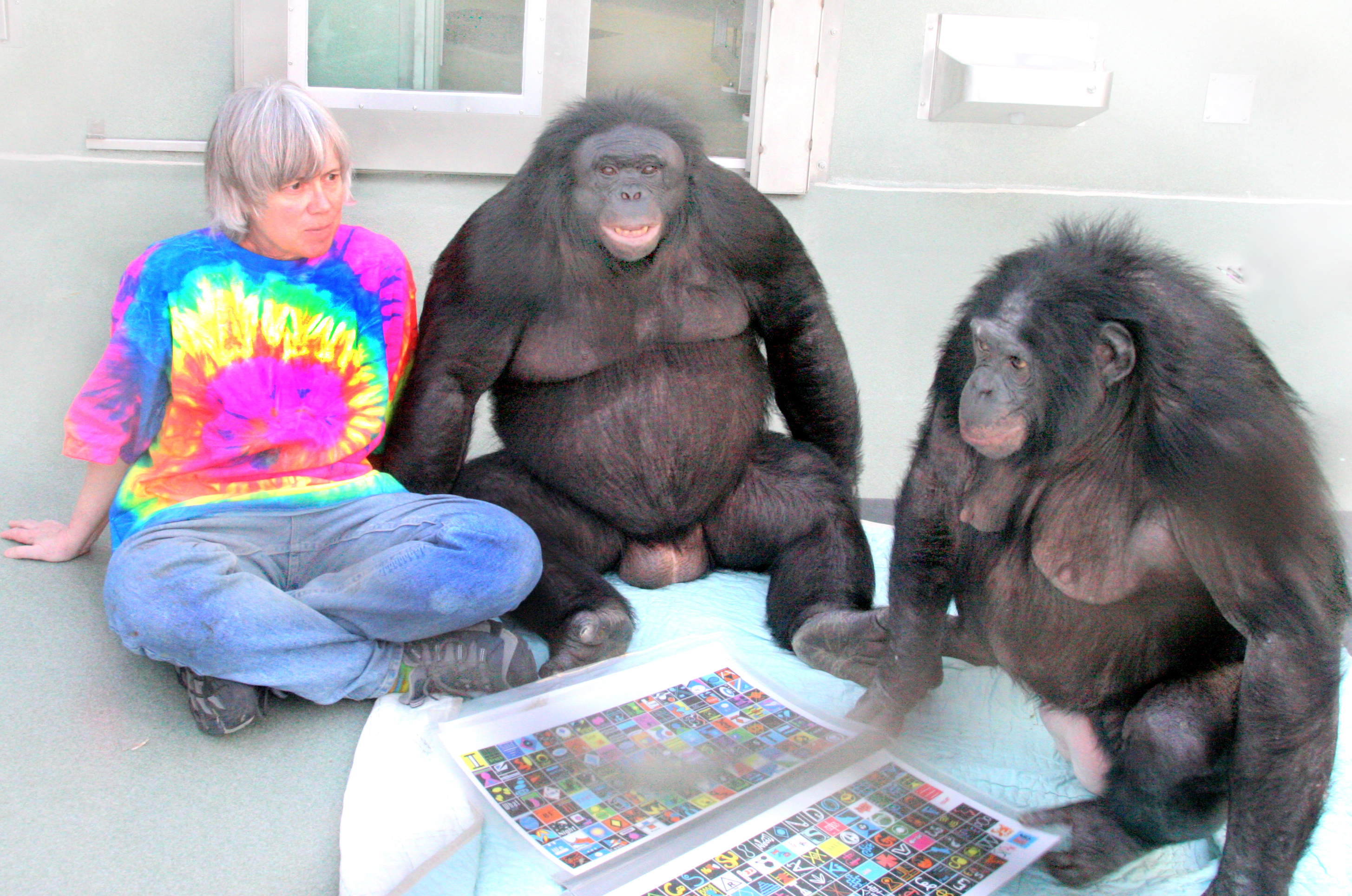
سو سویج رامبا (چپ)، کانزی و خواهرش، پانبانیشا (راست) همراه صفحه‌کلید یرکیش.

پانبانیشا (۱۷ نوامبر ۱۹۸۵ – ۶ نوامبر ۲۰۱۲)، که با واژه یرکیش  نیز شناخته می‌شود. یک بونوبو ماده بود که در مطالعات سو سویج-رامبا در مورد زبان در میمون‌های انسان‌نمای بزرگ برجسته شد. نام او به زبان سواحلی است به معنی «به هم پیوستن به‌منظور تضاد.»

## زندگی‌نامه
پانبانیشا در مرکز تحقیقات زبان در دانشگاه ایالتی جورجیا در آتلانتا، جورجیا، ایالات متحده متولد شد. پانبانیشا دختر ماتاتا، مادرخوانده کانزی، که همچنین یک بونوبو باهوش بود، و مادر دو فرزند به نام‌های نیوتا و ناتن بود.
پانبانیشا در گریت ایپ تراست در آیووا زندگی می‌کرد، جایی که رفتار و هوش میمون‌های انسان‌نما مورد مطالعه قرار می‌گیرد. زمانی که برادر ناتنی‌اش، کانزی مجبور به ترک آنجا شد، او توانست ازطریق زبان یرکیش ابراز ناراحتی کند. در طول مطالعات، سویج رامبا توانایی ارتباط و درک جملات پیچیده توسط او را تشخیص داده بود.
او در ۶ نوامبر ۲۰۱۲ بر اثر سرماخوردگی در گریت ایپ تراست و در سن ۲۶ سالگی درگذشت.

## تحقیقات
اساس تحقیقات اولیه به سرپرستی سویج رامبا مطالعه قوای زبانی نخستی‌های غیرانسانی و یافتن این بود که تربیت آنها تا چه اندازه بر توانایی آنها در استفاده از زبان تأثیر می‌گذارد. وقتی پانبانیشا به دنیا آمد، برادرش کانزی درحال یادگیری برقراری ارتباط بود. زمانی که تحقیقات با پانبانیشا شروع شد، کانزی ۲۵۶ نماد یرکیش را می‌دانست. سویج رامبا، پانبانیشا را با یک شامپانزه ماده به نام پانپانزی (همچنین به‌عنوان پانزی نیز شناخته می‌شود) به‌مدت پنج سال در محیطی با سایر بونوبوها و با معلمان انسان پرورش داد. معلمان از صفحه کلیدهایی با نمادهای یرکیش روی آنها در کنار ارتباط گفتاری استفاده کردند تا به دو میمون اجازه دهند با آنها ارتباط برقرار کنند و به آنها اجازه دهند درک زبان گفتاری و نمادین را بیاموزند. از بین این دو، پانبانیشا توانایی زبانی بیشتری از خود نشان داد و توانست زبان گفتاری و واژگان بسیار بیشتری را نسبت به پانزی درک کند. پس از پنج سال تحصیل، پانزی از مطالعه حذف شد. پانزی در مرکز تحقیقات زبان در دانشگاه ایالتی جورجیا زندگی می‌کند. اطلاعات پانبانیشا برای شش سال دیگر همراه برادرناتنی او، کانزی، گرفته شد.
صفحه کلیدهای مورد استفاده در دهه ۱۹۹۰ حاوی چند صد علامت بودند و توانایی زبانی این دو بونوبو بسیار خوب بود. آنها قادر بودند نه‌تنها سخن دیجیتالی و گفتاری را تشخیص دهند، بلکه از علامت‌های یرکیش منفرد در صفحه‌کلید استفاده کنند. در ابتدای تحقیق پانبانیشا توانست از ۲۵۶ علامت در صفحه کلید یرکیش استفاده کند. محققان ادعا می‌کنند که آزمایش‌ها با این میمون‌ها نشان می‌دهد که شکاف بین جنس پان و اجداد انسان‌نیان اولیه ما و حتی خودمان، بسیار کمتر از آن چیزی است که قبلاً می‌دانستیم.
به‌عنوان یک بونوبو ماده، پانبانیشا نه‌تنها قادر به برقراری ارتباط با انسان‌ها، بلکه با میمون‌های انسان‌نمای دیگر مانند خودش نیز بود. روش‌هایی که پانبانیشا ازطریق آن علامت‌های یرکیش را یادمی‌گرفت، به سبکی مانند شیوه‌های انسان‌های جوان بود. این به‌عنوان موج جدیدی از آموزش میمون‌های غیرانسانی و ایجاد پیوندی بین پانبانیشا و افرادی که به او در یادگیری کمک می‌کردند، به وجود آمد. این پیوند با فرزند و والدین قابل مقایسه است.
پانبانیشا در مقایسه با کانزی، برادر ناتنی‌اش، زمانه که نوبت به پاسخ‌های او به جملات ضبط‌شده می‌رسید، عالی بود. یافته دیگر، توانایی پانبانیشا در درک نام خود در سن بسیار پایین بود. از بین همه افراد (میمون‌های غیرانسانی) که تحت این آزمایش قرار گرفتند، پانبانیشا بیشترین درک را نسبت به صدا زدن نام خود داشت (۳۷ بار از ۵۱ بار). برخی پیشرفت‌های پانبانیشا را با پیشرفت‌هایی که به‌طور منظم با سگ‌ها نشان داده می‌شوند مقایسه می‌کنند، اما تفاوت اصلی این است که پانبانیشا و سایر بونوبوها توانایی نه‌تنها درک و فهمیدن، بلکه پاسخ دادن ازطریق یرکیش را دارند، بنابراین این را ثابت می‌کنند که می‌توانند با زبان انگلیسی پاسخ دهند.
پانبانیشا از بدو تولد با ارتباطات پیچیده آشنا شد. با شروع سن جوانی، او در دانش ارتباطات بسیار پیشرفته‌تر از برادرخوانده‌اش کانزی شد. پانبانیشا در سن ۷٫۵ سالگی می‌توانست به ۷۵ درصد جملاتی که به بیش از پاسخ‌های بله یا خیر نیاز داشتند، به‌درستی پاسخ دهد. کودکان انسان در دو سالگی به سوالات مشابه با درصد موفقیت ۶۵ درصد پاسخ می‌دهند.
پانبانیشا همچنین توانایی یادآوری و صحبت در مورد رویدادهای گذشته را از خود نشان داد. به‌عنوان مثال، هنگامی که بیل فیلدز، یکی از محققان او، از پانبانیشا پرسید که چه مشکلی دارد، او پاسخ داد: «صفحه‌کلید کانزی بد». پس‌از گفتن این جمله، فیلدز از محقق دیگری پرسید که بین کانزی و صفحه‌کلیدش چه اتفاقی افتاده است. سپس به او گفتند که کانزی آن را شکسته است.

## در مقایسه با میمون‌های انسان‌نمای دیگر
بونوبوها می‌توانند زبان‌هایی را مانند انسان‌ها یاد بگیرند. در مرکز تحقیقات زبان در دانشگاه ایالتی جورجیا، محققان دریافتند که شامپانزه‌ها انگلیسی را یادمی‌گیرند، اگر به میمون‌ها انگلیسی آموزش داده شود گویی که زبان اول میمون‌ها است. پانبانیشا از بدو تولد شروع به یادگیری واژگان یرکیش کرد، درحالی که کانزی از نه ماهگی شروع به یادگیری کرد. این باعث شد لغات پانبانیشا به‌مراتب بهتر از کانزی باشد. کانزی توانسته است ۳۴۸ نماد را بیاموزد و در عین حال از ۳٬۰۰۰ کلمه انگلیسی نیز آگاهی داشته باشد. محققان، بدون تأیید معتقد بودند که پانبانیشا حدود ۶٬۰۰۰ کلمه انگلیسی را می‌داند.

## استفاده از یرکیش
میمون‌های انسان‌نما ازنظر فیزیکی قادر به صحبت کردن به زبان انگلیسی نیستند زیرا فاقد ساختار صوتی انسان هستند. اگرچه آنها نمی‌توانند انگلیسی صحبت کنند، اما ممکن است بتوانند انگلیسی گفتاری را بفهمند و به آن پاسخ دهند، و همچنان می‌توانند ازطریق یرکیش و زبان اشاره ارتباط برقرار کنند.
پانبانیشا از اولین هفته‌ای که به دنیا آمد در معرض روش‌های پیشرفته ارتباط قرار گرفت. زبان یرکیش از نمادهایی استفاده می‌کند که به معنای یک کلمه یا عبارت در انگلیسی هستند، درصورتی که در ترتیب دستوری صحیح مرتب شوند. به‌عنوان مثال یکی از نمادهایی که پانبانیشا استفاده می‌کرد تلویزیون بود. او نماد تلویزیون را به‌عنوان بخشی از یک رشته نمادها فشار می‌داد تا نشان دهد که می‌خواهد تلویزیون تماشا کند. بین شش تا هشت ماهگی به نظر می‌رسید که او به نمادی پس‌از اشاره یا لمس آن توسط مراقب پاسخ می‌دهد. در یک سالگی معنی «نه» و «بیا اینجا» را یادگرفت. پانبانیشا بین سال‌های ۱۹۸۶ و ۱۹۸۹ (۱ تا ۴ سالگی) به ۹۴ درصد از نمادهای واژگان و کلمات انگلیسی به‌درستی پاسخ داد. پانبانیشا در سه سالگی ۸۰ کلمه انگلیسی گفتاری را فهمید.
پانبانیشا قبل‌از استفاده از واژگان از حرکات صوتی برای پاسخ دادن به کلمات مختلف استفاده می‌کرد. از این واژگان برای نشان‌دادن اینکه میمون‌های انسان‌نما می‌توانند زبانی را با نحو دقیق یاد بگیرند، در واقع با افراد دیگر ارتباط برقرار کنند و زبان انگلیسی را بفهمند و فقط اعمال انسان را تکرار یا تقلید نکنند، مورد استفاده قرار گرفتند. در یک آزمایش معمولی، پانبانیشا و کانزی، برادرناتنی‌اش، در اتاق‌های جداگانه‌ای قرار گرفتند که فقط یک پنجره کوچک باز و یک صفحه‌کلید واژگانی برای برقراری ارتباط با یکدیگر وجود داشت. هدف این بود که یک فنجان ماست را از یک بونوبو به دیگری با استفاده از صفحه‌کلید یرکیش برای برقراری ارتباط برسانیم. ماست به کانزی داده شد و قرار شد پانبانیشا آن را دریافت کند. پانبانیشا از نماد ماست روی صفحه‌کلیدش استفاده کرد و ماست را خواست. پس‌از مدتی کانزی موافقت کرد و ماست را از پنجره باز به پانبانیشا داد.